# Syrrhaptes tibetanus
Syrrhaptes tibetanus là một loài chim trong họ Pteroclidae.